# Bahnhof Weinheim (Bergstraße)
Bahnhof Weinheim vasútállomás Németországban, Alsó-Szászország tartományban, Hannover városban. Forgalma alapján a német vasútállomás-kategóriák közül a harmadik csoportba tartozik.

## Vasútvonalak
Az állomást az alábbi vasútvonalak érintik:
- Main-Neckar-Eisenbahn
- Weschnitztalbahn
- Weinheim–Worms-vasútvonal

## Forgalom

### Regionális
| Járat | Útvonal | Gyakoriság                              |
| ----- | --- | --------------------------------------- |
| RE 60 | Frankfurt (Main) – Darmstadt – Bensheim – Weinheim (Bergstr) – Mannheim                                                      | kétóránként                             |
| RB 67 | Frankfurt (Main) – Darmstadt – Bensheim – Weinheim (Bergstr) – Neu-Edingen/Friedrichsfeld – Mannheim                         | bizonyos vonatok                        |
| RB 68 | Frankfurt (Main) – Darmstadt – Bensheim – Weinheim (Bergstr) – Neu-Edingen/Friedrichsfeld – Heidelberg (– Wiesloch/Walldorf) | óránként                                |
| RB 69 | (Worms – Mannheim –) Weinheim (Bergstr) – Birkenau – Mörlenbach – Rimbach – Fürth (Odenw)                                    | félóránként (szombat-vasárnap óránként) |
| S 6   | Bensheim – Weinheim (Bergstr) – Neu-Edingen/Friedrichsfeld – Mannheim – Ludwigshafen – Worms – Mainz                         | óránként                                |

### Távolsági
| Járat     | Útvonal | Gyakoriság                |
| --------- | --- | ------------------------- |
| ICE/IC 26 | Hamburg-Altona – Hamburg Dammtor – Hamburg – Hamburg-Harburg – Lüneburg – Uelzen – Celle – Hannover – Göttingen – Kassel-Wilhelmshöhe – Wabern (Bz Kassel) – Stadtallendorf – Treysa – Marburg (Lahn) – Gießen – Friedberg (Hess) – Frankfurt (Main) – Darmstadt – Bensheim – Weinheim (Bergstr) – Heidelberg – Wiesloch-Walldorf – Bruchsal – Karlsruhe | kétóránként               |
| IC/EC 62  | Frankfurt (Main) – Darmstadt – Bensheim – Weinheim (Bergstr) – Heidelberg – Stuttgart – Ulm – Günzburg – Augsburg – München – München Ost – Rosenheim – Prien am Chiemsee – Traunstein – Freilassing – Salzburg – Golling-Abtenau – Bischofshofen – St. Johann im Pongau – Schwarzbach-St. Veit – Dorfgastein – Bad Hofgastein – Bad Gastein – Mallnitz-Obervellach – Spittal-Milstättersee – Villach – Velden am Wörthersee – Pörtschach am Wörthersee – Krumpendorf am Wörthersee – Klagenfurt | kétóránként               |
| ICE 15    | Stuttgart – Vaihingen(Enz) – Heidelberg – Weinheim (Bergstr) – Bensheim – Darmstadt – Frankfurt(Main) – Erfurt – Halle(Saale) – Berlin Südkreuz – Berlin – Berlin Gesundbrunnen | bizonyos vonatok hétvégén |
| FLX 10    | Stuttgart – Vaihingen (Enz) – Heidelberg – Weinheim (Bergstr) – Darmstadt – Frankfurt (Main) Süd – Hanau – Fulda – Kassel-Wilhelmshöhe – Göttingen – Hannover Messe/Laatzen – Lehrte – Wolfsburg – Berlin Zoologischer Garten – Berlin – Berlin Ostbahnhof – Berlin Ostkreuz – Berlin-Lichtenberg | 1–2 vonatpár              |

### Keskeny nyomközű
| Járat | Útvonal                                                                                    |
| ----- | ------------------------------------------------------------------------------------------ |
| 5     | Mannheim – Edingen – Heidelberg – Schriesheim – Weinheim – Viernheim – Käfertal – Mannheim |

### Buszjáratok
| Járat    | Útvonal                                                                                                   |
| -------- | --- |
| 631      | Sulzbach West – Hemsbach – Dürreplatz – Weinheim ZOB – Waid                                               |
| 632/632A | Lützelsachsen Bahnhof – Weinheim ZOB – Hemsbach – Laudenbach Nord – Hemsbach – Weinheim ZOB – Ritschweier |
| 633      | Weinheim ZOB – Hermannshof – Weststadt – Weinheim ZOB                                                     |
| 634      | Weinheim ZOB – Weststadt – Hermannshof – Weinheim ZOB                                                     |
| 681      | Weinheim ZOB – Dürreplatz – Wald-Michelbach Bahnhof – Grasellenbach Im Erzfeld                            |
| 682      | Weinheim ZOB – Waid – Großsachsen – Rittenweier – Gorxheimertal – Dürreplatz – Weinheim ZOB               |
| 684      | Weinheim ZOB – Birkenau – Mörlenbach – Rimbach – Fürth Bahnhof                                            |
| 688      | Weinheim ZOB – Birkenau Ortsmitte – Nieder-Liebersbach Rathaus                                            |

## Kapcsolódó állomások
A vasútállomáshoz az alábbi állomások vannak a legközelebb:
- Weinheim-Sulzbach railway station